# Stigmaphyllon blanchetii
Stigmaphyllon blanchetii är en tvåhjärtbladig växtart som beskrevs av C. Anderson. Stigmaphyllon blanchetii ingår i släktet Stigmaphyllon och familjen Malpighiaceae. Inga underarter finns listade i Catalogue of Life.

## Bildgalleri

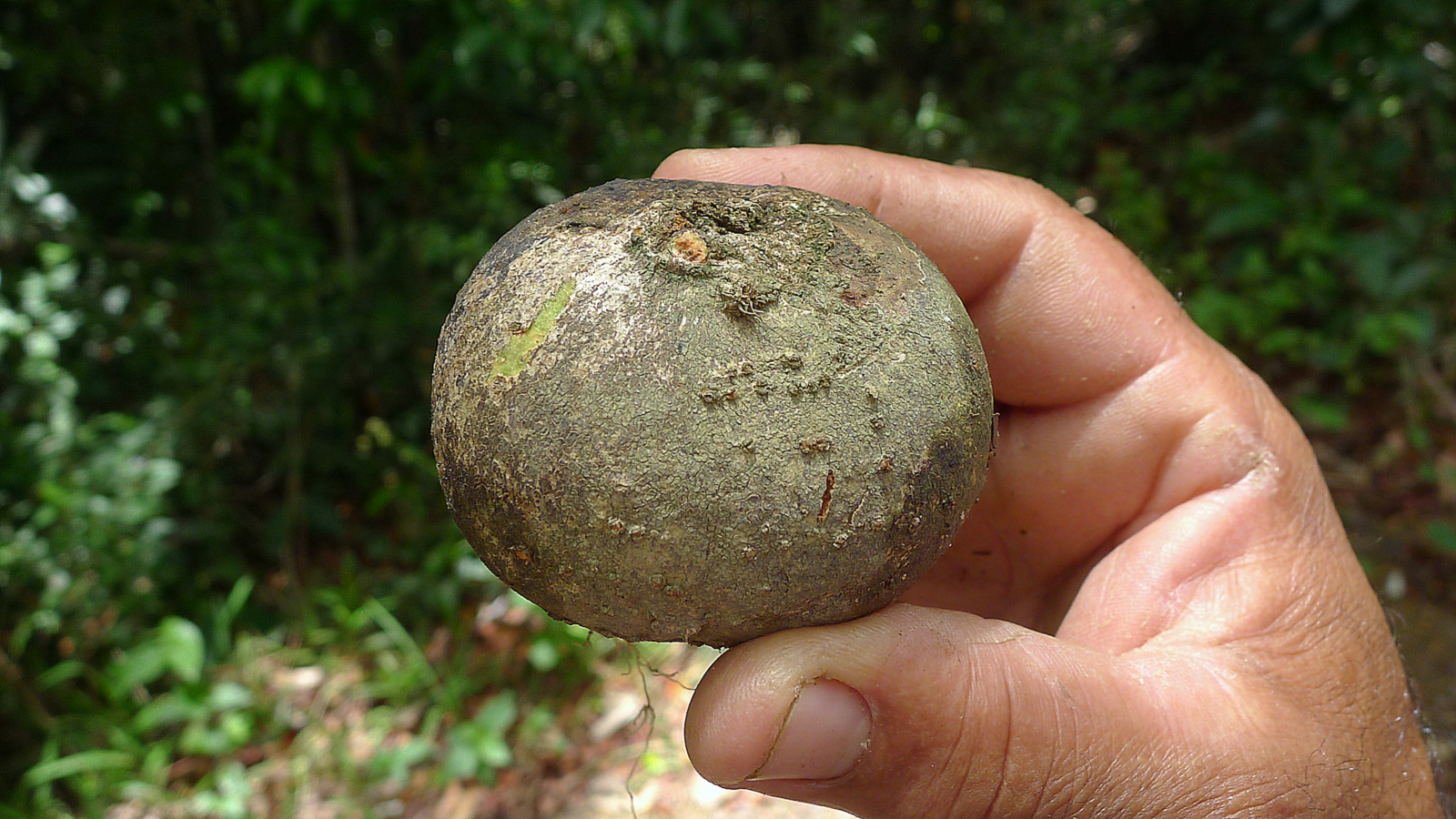
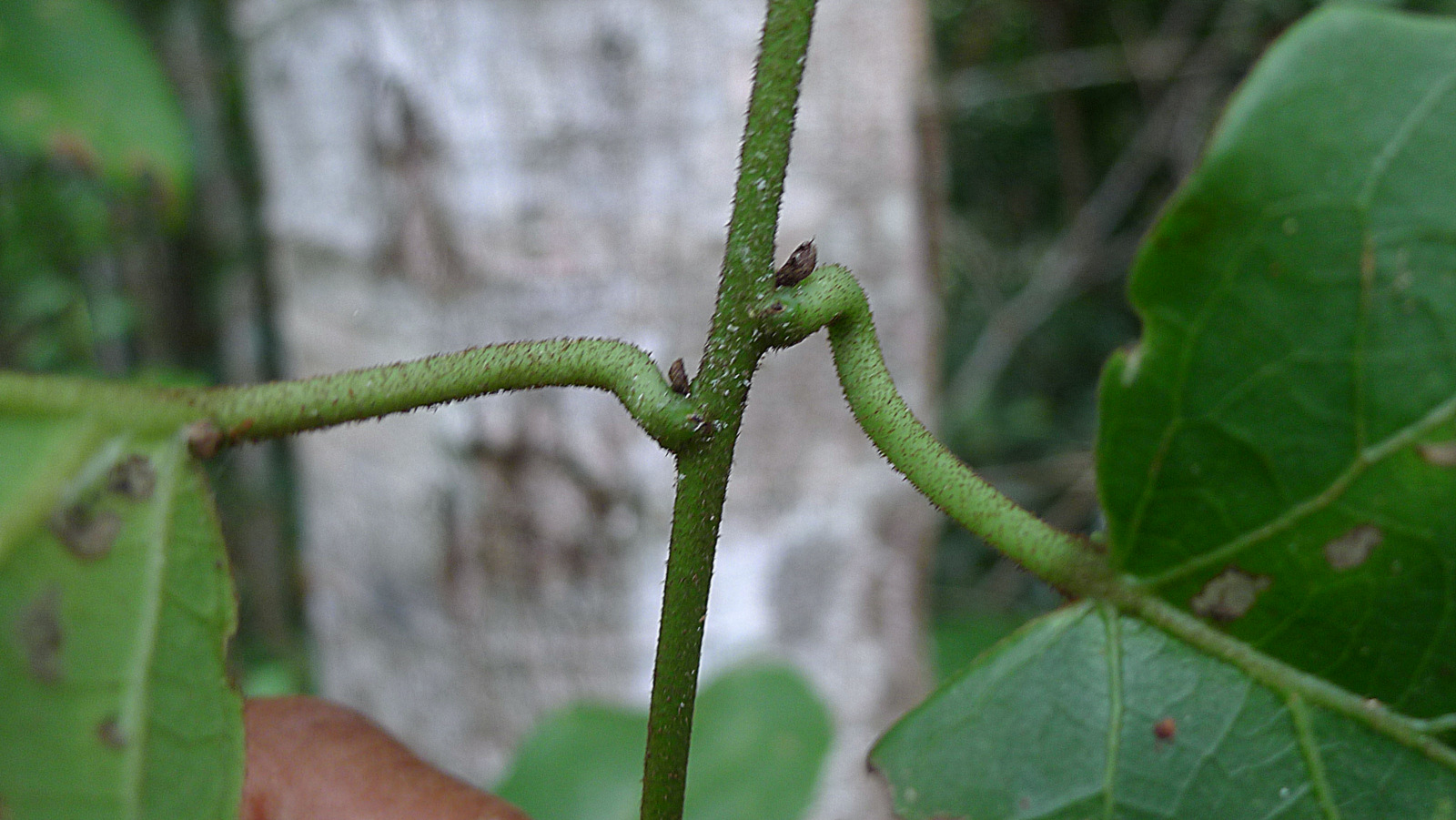
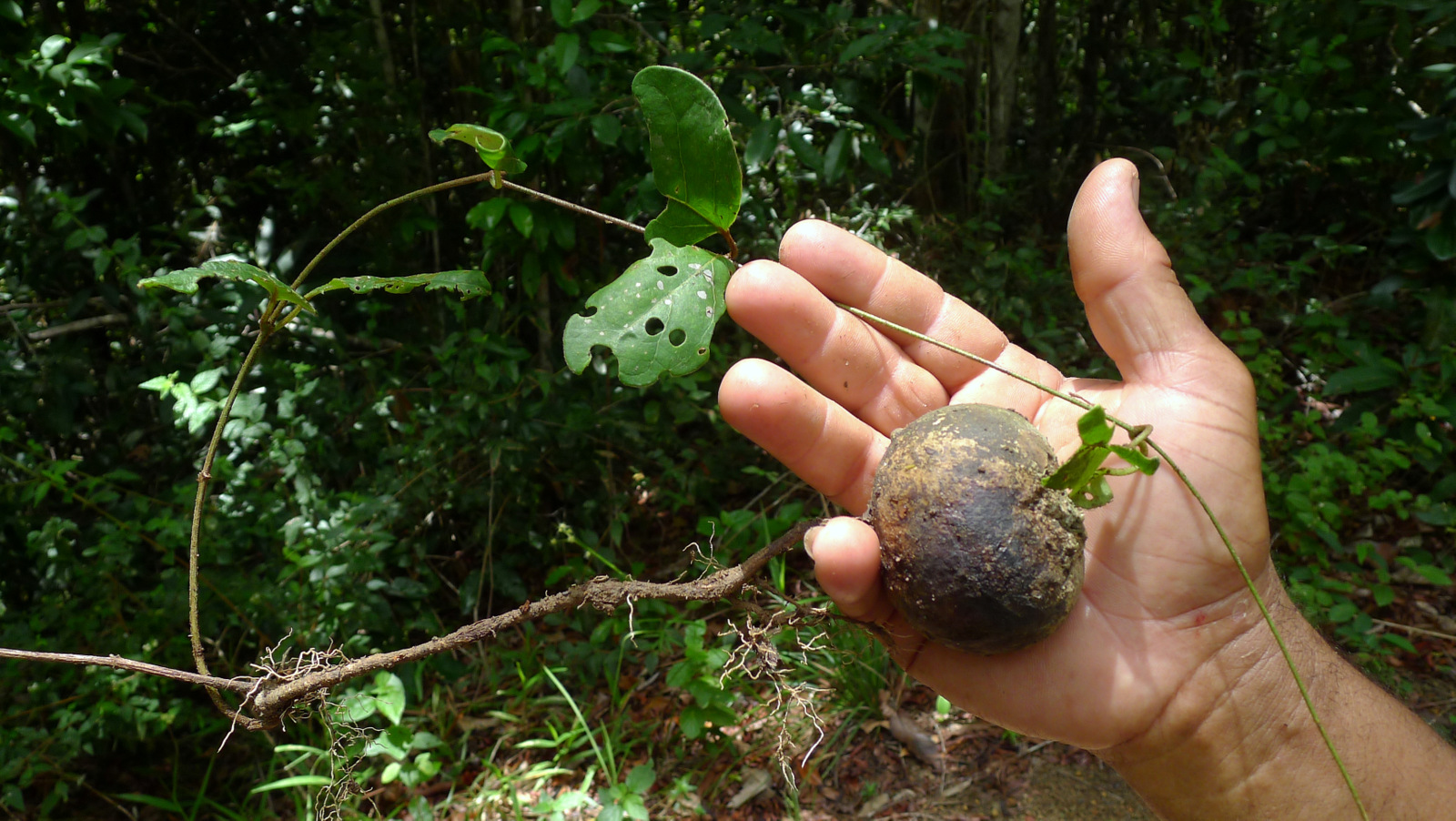
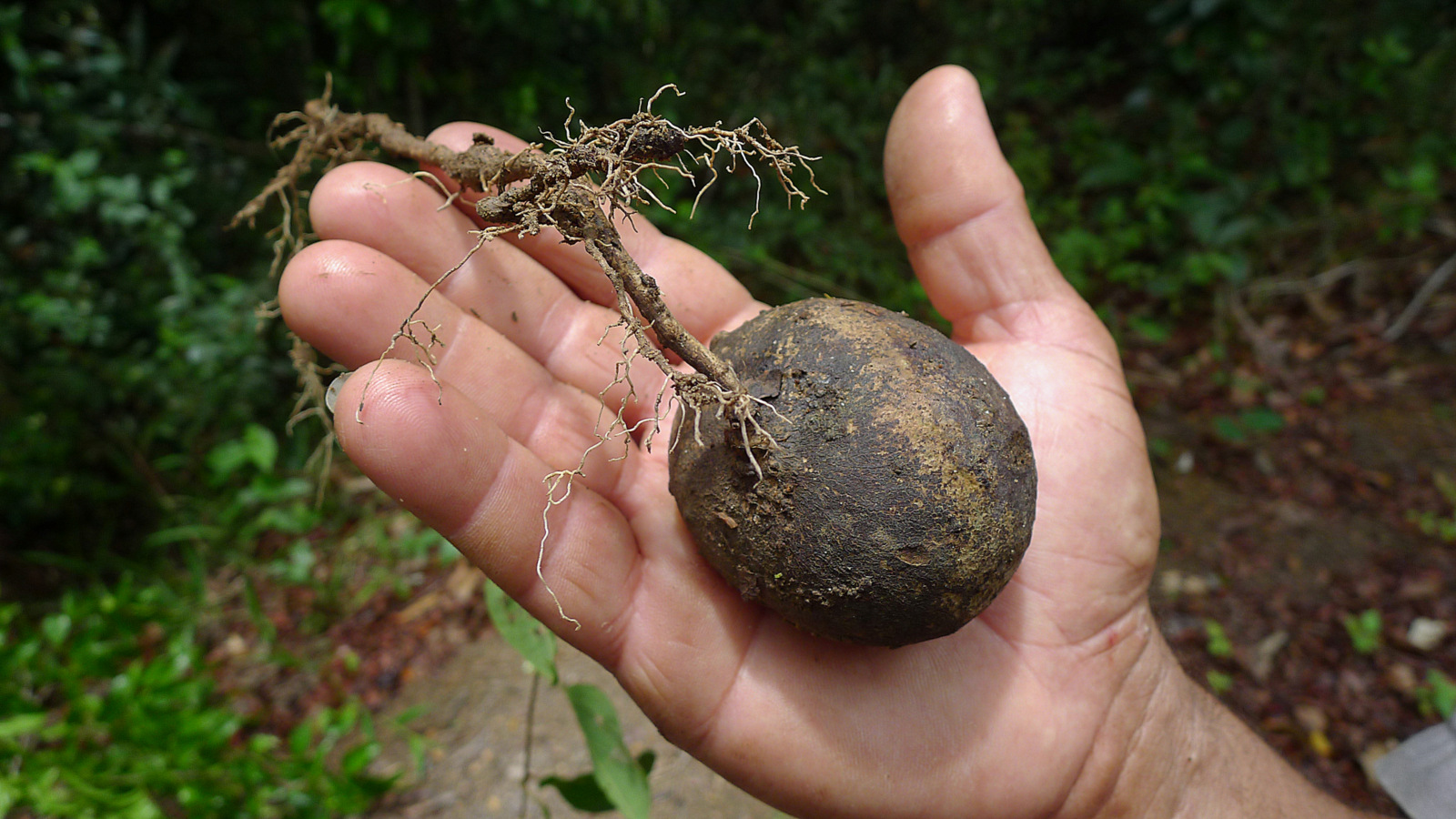
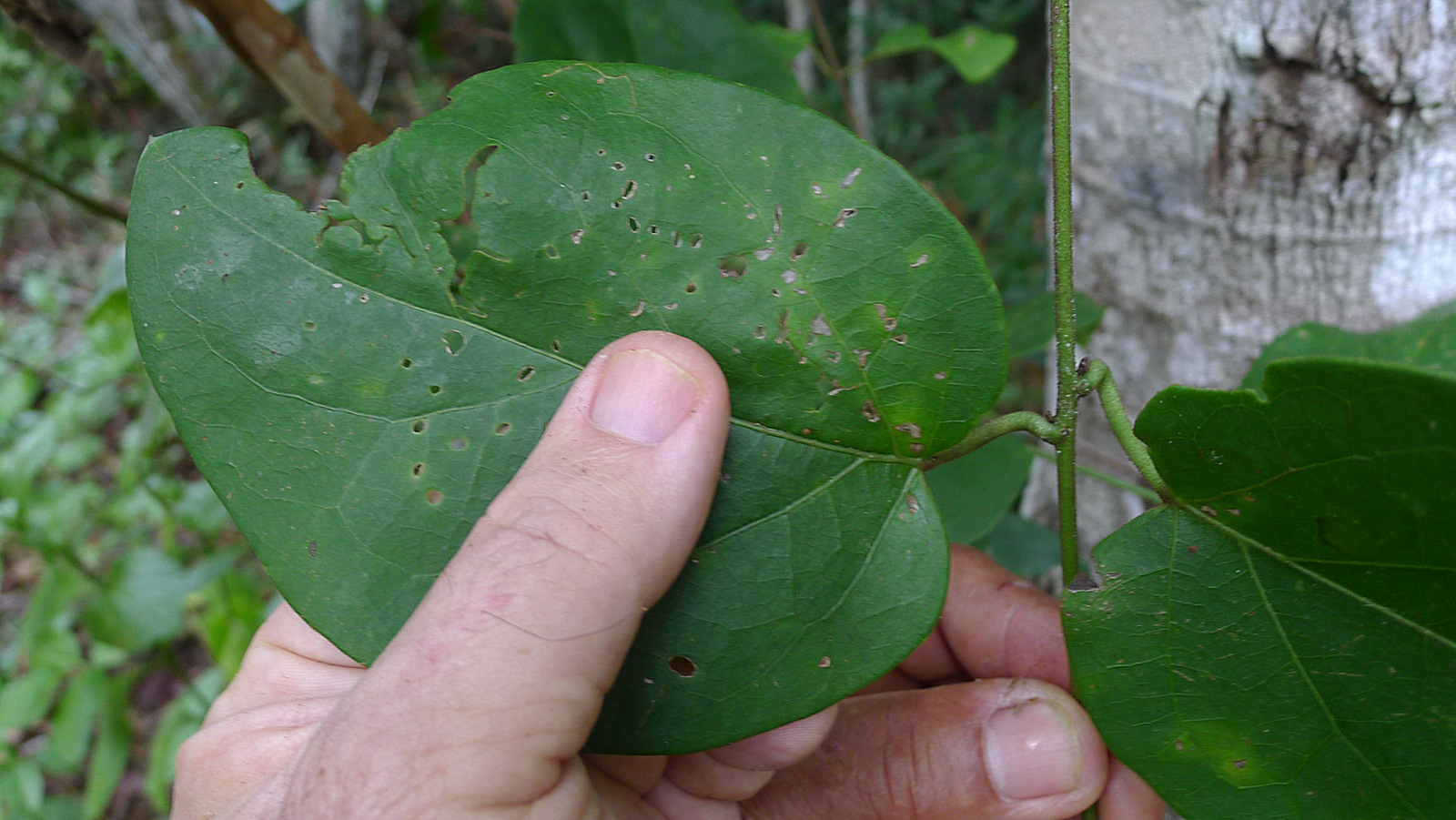
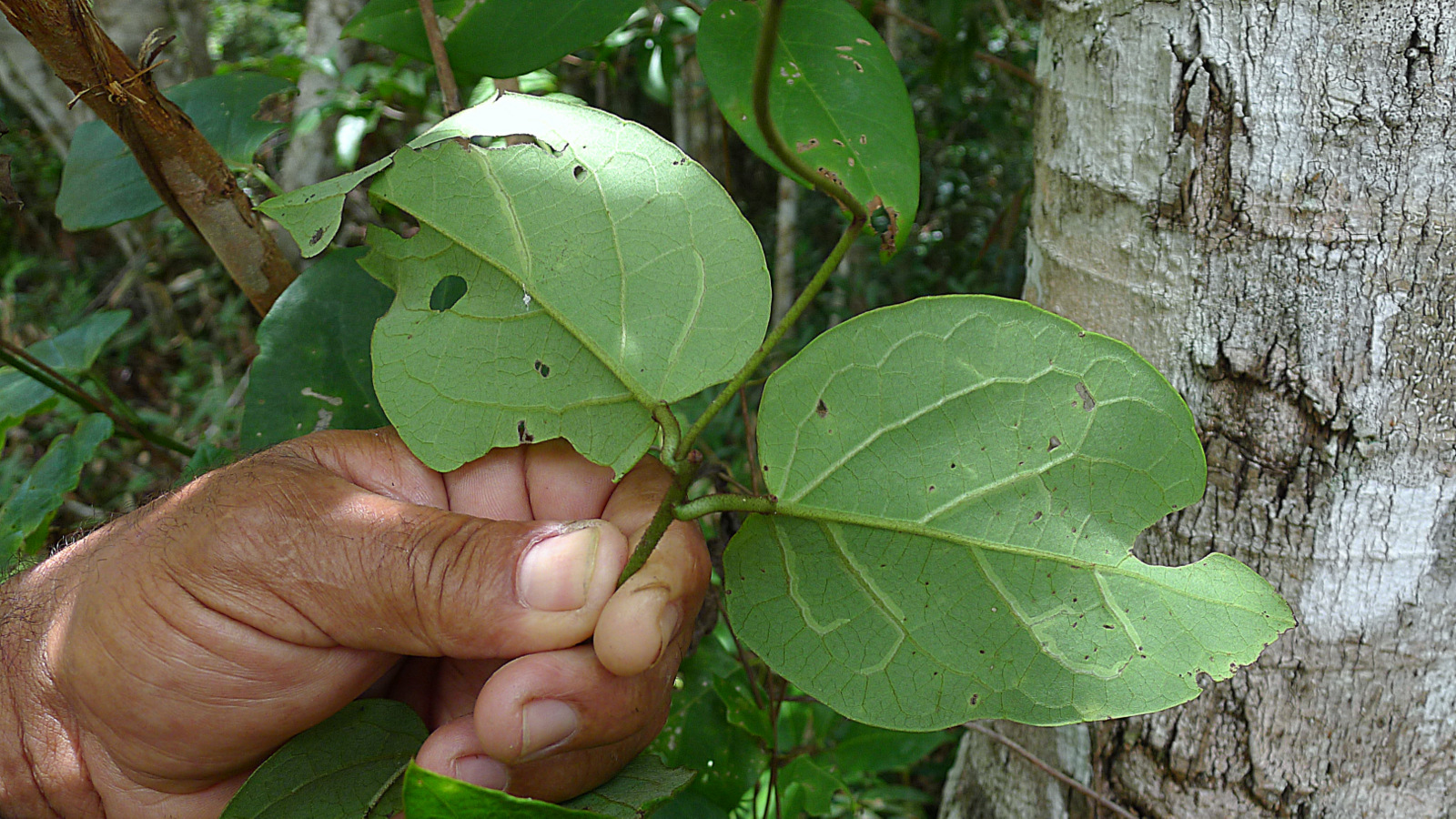